# カルロス・サリナス・デ・ゴルタリ
カルロス・サリナス・デ・ゴルタリ （スペイン語: Carlos Salinas de Gortari, 1948年4月3日 - ）は、メキシコの政治家。元メキシコ大統領。

## プロフィール

### 生い立ち
メキシコのエコノミスト及び官僚のラウル・サリナス・ロザノを父に、元通産大臣の娘のマルガリータの元に生まれた。メキシコ国立自治大学を卒業後に、アメリカのハーバード大学へ留学し、修士号及び博士号を取得した。

### 政治遍歴
帰国後にメキシコ自治大学教授を務めた後、1982年から1987年にかけて、ミゲル・デ・ラ・マドリ・ウルタード政権で予算企画大臣を務めた。

### 大統領

#### 大統領当選と選挙不正
1988年に行われた大統領選挙では、長年与党の地位を占めてきたPRI選出の大統領候補として、汚職追放を推し進めることを公約したことなどから「改革派」として保守派以外からの層（とアメリカ）からの支持を受けたとして、同じく全国的に高い人気を誇った民主国民戦線（FDN）のクアウテモク・カルデナス・ソロルサノらを破り、かろうじて過半数を得たとして当選した。
しかしこれには、新たにコンピュータ管理システムを導入した、PRIの息のかかった選挙委員会とPRIによる全国的かつ大規模な選挙不正があったとして批判されている。

#### 政策

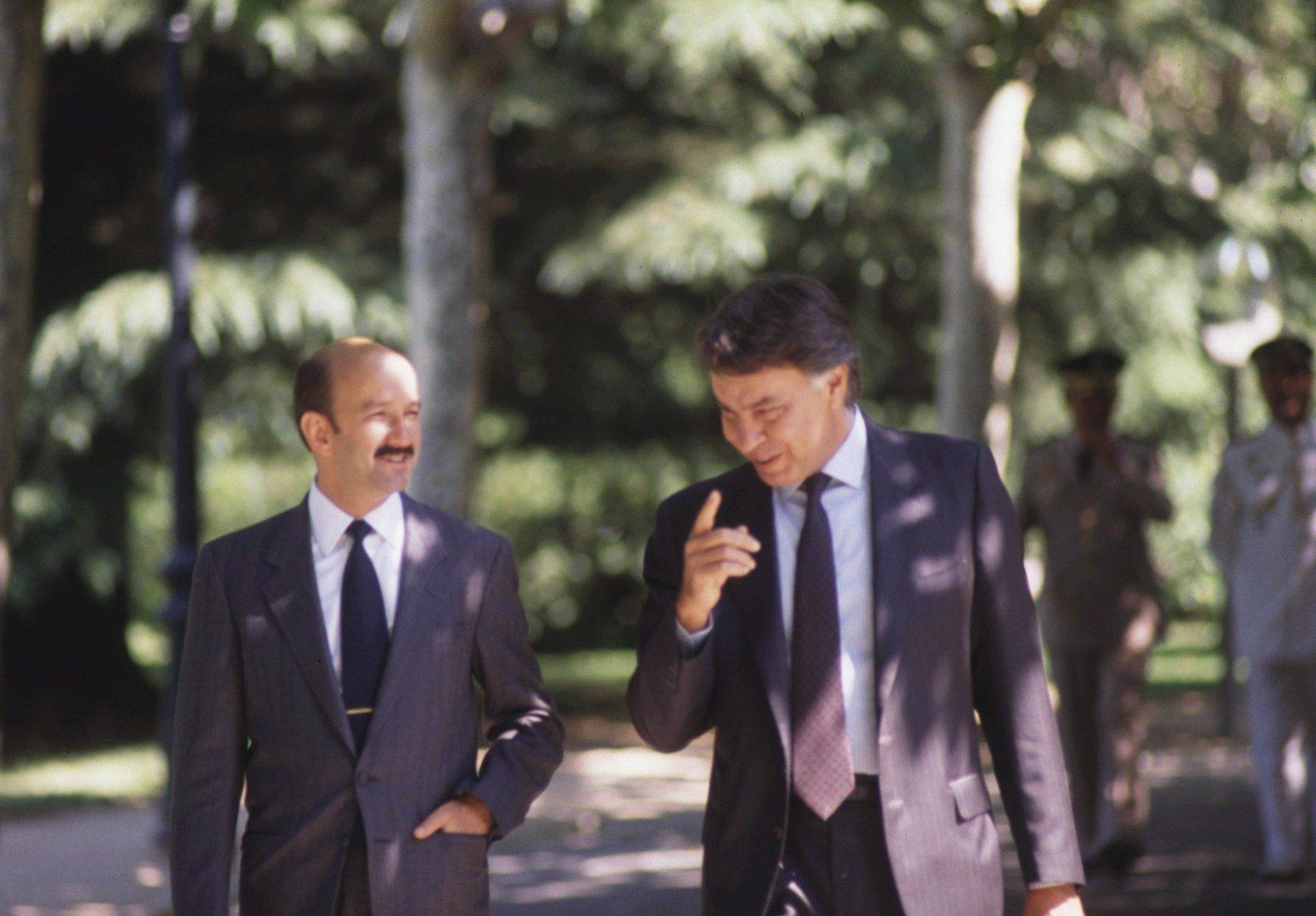
スペインのフェリペ・ゴンサレス首相と（1989年）

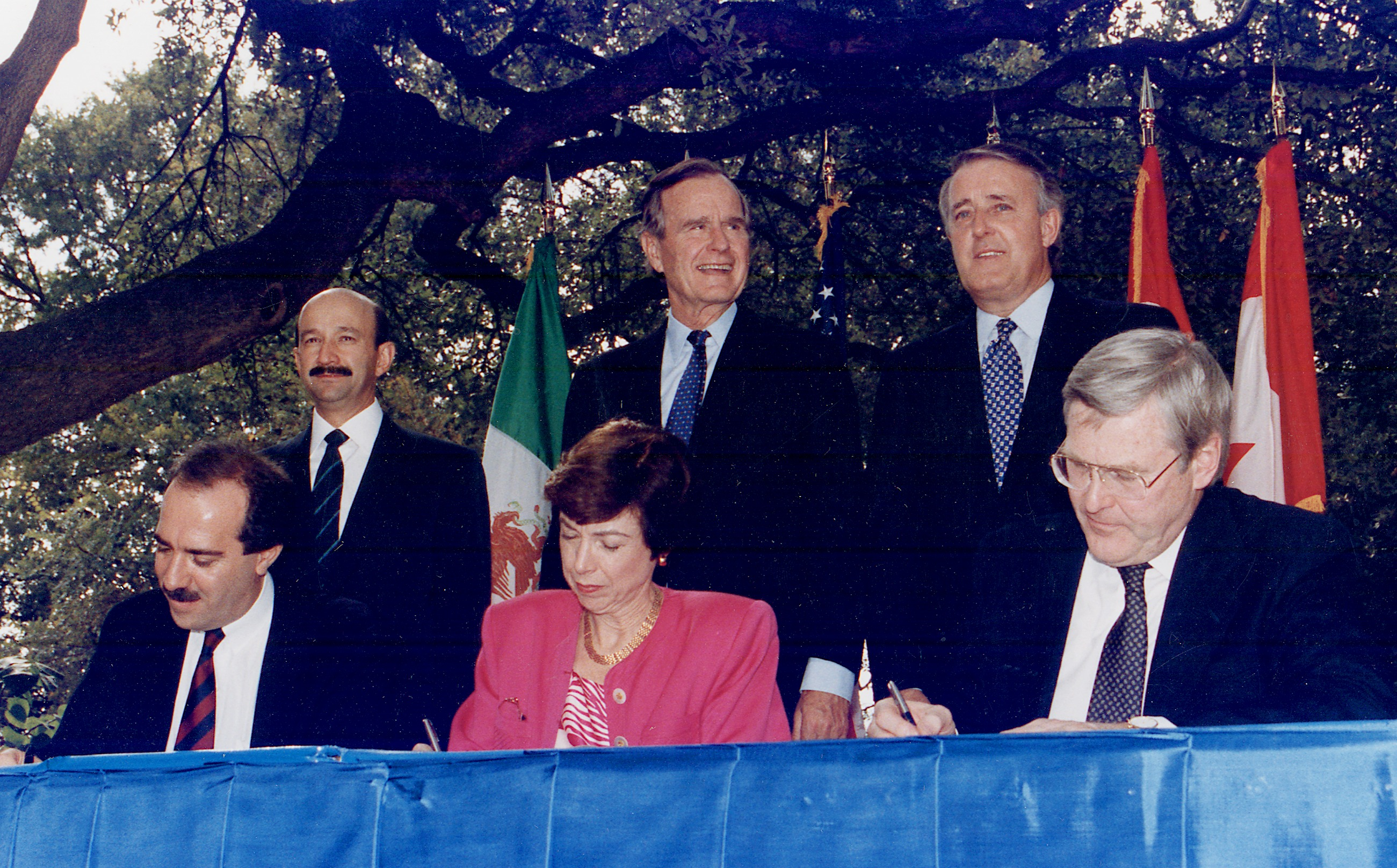
NAFTA調印式に参席したカルロス・サリナス（左後/1992年）

在任中は経済自由化政策を推し進め、アメリカとカナダとの北米自由貿易協定（NAFTA）の実現に向けて尽力した他、アジア太平洋経済協力（APEC）に加盟した。また、長年断絶していたバチカンとの国交を回復した。
北米自由貿易協定が締結された1992年には、長年の懸案であった憲法の改正を実現した。さらに貧困対策を行ってメディアを通じて実績をアピールしたことで、支持率が下落傾向にあったPRIの勢いを一時期取り戻すことに成功した。
歴代メキシコ大統領の中でも有数の知日派として知られ、大統領在任中前より子弟をメキシコ市内の日本人学校、日墨学院のメキシコ部（スペイン語部）に通学させていた他、在任中特に北米自由貿易協定の調印前後は、日産自動車やパナソニック、日本航空や東京海上日動などの日本企業のメキシコ市場進出の援助を推し進めた。1993年には、二度目の訪日中に在大阪メキシコ総領事館の開館式を執り行っている。
しかし1990年以降の政権末期には、NAFTAに反発し武力蜂起したゲリラ組織であるサパティスタ民族解放軍に代表される先住民や貧困層の不満と、麻薬カルテルと親族の疑惑、1993年に麻薬カルテルとの銃撃戦の巻き添えを受けてなくなったフアン・ヘスス・ポサダス・オカンポ枢機卿の死などを受けて、国民の強い反発を受けた。
また1994年に、PRIから後任の大統領候補に指名されていたルイス・ドナルド・コロシオ候補の暗殺に関与したのではないかという疑惑や、海外への不正蓄財の疑惑が次々と浮上し、その支持が急低下した。

#### 辞任
さらに後述の兄弟との関係が国内外のマスコミや野党による追及を受けたこともあり、支持率の急低下を受けて1994年に辞任し、エルネスト・セディージョにその座を譲った。なお、これらの疑惑のいくつかはPRI内の政争に伴う濡れ衣であるという説もある。

### 亡命
大統領辞任後の1995年1月には、PRIのライバルである民主革命党（PRD）が、サリナスを国家への背信や不法蓄財などの罪で連邦検察庁に告発した上、実兄のラウル・サリナスが麻薬取引に関与して逮捕されたことを受け、同年3月にはアメリカに出国し事実上亡命した。亡命後はアメリカやカナダ、キューバ、アイルランドなどを転々としていたものの、2000年11月には自著の宣伝のためにメキシコに帰国している。
なお、2004年12月には、メキシコ最大の麻薬カルテルの「ガルフ・カルテル」と緊密な関係にあったと噂されていた末弟のエンリケ・サリナスが、他の麻薬カルテルの暗殺者によって暗殺されている。またラウル・サリナスはその後、公金横領や公文書偽造の他、PRIのルイス・マシェ幹事長の殺人事件に関わったとして27年の刑を宣告されたが、その後2005年に取り消され釈放されている。

### 現在
その後もメキシコに帰国できる状態にあったがアイルランドのダブリンに住み、その後過去の経歴はあいまいのままに2000年代後半にメキシコに帰国している。現在はメキシコシティ在住で、テレビや新聞などにも出演している。